# Heteropogon asiaticus
Heteropogon asiaticus är en tvåvingeart som först beskrevs av H. Oldroyd 1963.  Heteropogon asiaticus ingår i släktet Heteropogon och familjen rovflugor. Inga underarter finns listade i Catalogue of Life.